# Ліно Де Петрільйо
Ліно Де Петрільйо (італ. Lino De Petrillo, нар. 3 березня 1934, Роккамонфіна) — італійський футболіст, що грав на позиції півзахисника. По завершенні ігрової кар'єри — тренер.

## Ігрова кар'єра
У дорослому футболі дебютував за команду «Сан-Віто» (Беневенто) з Серії IV.
Своєю грою за цю команду привернув увагу представників тренерського штабу «Ліворно», до складу якого приєднався 1958 року. Відіграв за клуб з Ліворно наступні два сезони своєї ігрової кар'єри у Серії С.
1961 року уклав контракт з клубом «Піза», у складі якого провів наступні три роки своєї кар'єри гравця. Протягом усього часу, проведеного у складі «Пізи», був капітаном команди, забивши в цілому 4 голи в 105 іграх Серії С.
1964 року перейшов до клубу «Форлі», що також грав у Серії С. Завершив професійну кар'єру футболіста виступами за команду Клуб у 1965 році.

## Кар'єра тренера
Розпочав тренерську кар'єру невдовзі по завершенні кар'єри гравця, 1967 року, очоливши тренерський штаб клубу «Сіньє» з Серії D.
Протягом тренерської кар'єри очолював низку нижчолігових італійських команд. Найбільших результатів досягнув з «Катанією», з якою виграв Серію С1 у сезоні 1979-80, та «Козенцою», вигравши Англо-італійський кубок у 1983 році. Крім цього Ліно двічі вигравав Серію D — з «Потенцою» (1974-75) та «Енною» (1989-90)
Останнім місцем тренерської роботи Де Петрільйо був клуб «Ренде», головним тренером якого Ліно був з 1997 по 1998 рік.

## Особисте життя
Має сина Алессіо, який також був професійним футболістом, а потім став футбольним тренером.